# Karl Schrammel
Karl Schrammel (22. září 1907, Frýdek – 5. února 1945, koncentrační tábor Buchenwald) byl český katolický kněz německé národnosti, který působil jako vychovatel katolické mládeže. Byl od roku 1941 vězněn v koncentračním táboře Dachau a v roce 1945 byl popraven v Buchenwaldu.

## Život
Karl Schrammel se narodil 22. září 1907 ve Frýdku do česko-německé rodiny. Německojazyčný otec Karl pocházel z Frýdku, českojazyčná matka Berta pocházela z Libhoště na Novojičínsku. Křesťanská víra a znalost českého i německého prostředí včetně obou zemských jazyků byla přirozenou součástí života rodiny. Středoškolská studia absolvoval Schrammel na německém gymnáziu ve Frýdku a v Moravské Ostravě. V letech 1927–1932 prodělal kněžskou formaci v Arcibiskupském kněžském semináři v Olomouci a 13. března 1932 byl vysvěcen na kněze.
Už jako středoškolský student se zapojil do činnosti hnutí německé katolické mládeže, jako bohoslovec a později jako kněz aktivně při různých setkáních s mládeží pracoval. Byl nejen výjimečně hudebně nadaný, ale měl také mimořádný pedagogický cit pro vedení dospívající mládeže.
K 1. září 1932 byl jmenován studijním prefektem, tj. vychovatelem studentů v německém Arcibiskupském chlapeckém semináři v Bruntále. Zde mu bylo mimo jiné svěřeno vedení seminárního sboru i orchestru, své žáky dovedl pro hudbu nadchnout.
Po šesti letech intenzivní práce s mládeží byl v červenci 1938 jmenován vicerektorem Arcibiskupského kněžského semináře v Olomouci. Tamní působení nemělo ale vzhledem k událostem spojeným s podpisem mnichovské dohody v září 1938 dlouhého trvání. Dne 1. listopadu 1938 byl jmenován vicerektorem kněžského semináře ve Vidnavě. Jeho úkolem byla formace bohoslovců, kteří museli opustit seminář v Olomouci a nastoupit do kněžského semináře ve Vidnavě. Krátce na to byl 1. května 1939 jmenován ředitelem Arcibiskupského chlapeckého semináře v Bruntále. V této funkci byl konfrontován s realitou bezpráví nacistického režimu.
Po ukončení činnosti ústavu v červnu 1939 byl P. Karl Schrammel jmenován duchovním správcem německé vojenské posádky v Bruntále. Toto pověření mu umožnilo další pastorační práci mezi mládeží. V pololegálním režimu téměř dva roky organizoval na Bruntálsku setkání katolické mládeže, biblické hodiny, katecheze a exercicie. To samozřejmě neuniklo pozornosti gestapa. Karl Schrammel byl 7. července 1941 zatčen. Čtyři měsíce byl vězněn v Opavě a poté deportován do koncentračního tábora Dachau. Jako kněz německé národnosti měl v tomto koncentračním táboře jisté výhody. Ty využíval pro poskytování materiální i duchovní pomoci potřebným. Patřil k okruhu vězňů, kteří propašovali do kaple koncentračního tábora dřevěnou sošku Panny Marie, dnes známou jako Naše milá paní z Dachau. Své muzikantské dovednosti zúročil nejen jako dirigent kněžského pěveckého sboru, ale také jako člen Lagermusikkomanda, které zaštiťovalo vězeňské kulturně-hudební aktivity. Tajně také sepisoval podrobnou zprávu o podmínkách života a zločinech příslušníků SS v táboře. Tu však gestapo náhodou objevilo a P. Karl byl 4. prosince 1944 s označením R.U. (Rückkehr unerwünscht = návrat nežádoucí) a s poznámkou S.B. (Sonderbehandlung = zvláštní zacházení, tj. poprava bez soudního rozsudku) deportován do koncentračního tábora Buchenwald. Zde byl 5. února 1945 ve svých 37 letech zavražděn.
Na budově Městského gymnázia v Bruntále, kde původně sídlil Arcibiskupský chlapecký seminář, byla P. Karlu Schrammelovi 19. října 2007 odhalena pamětní deska.

## Galerie

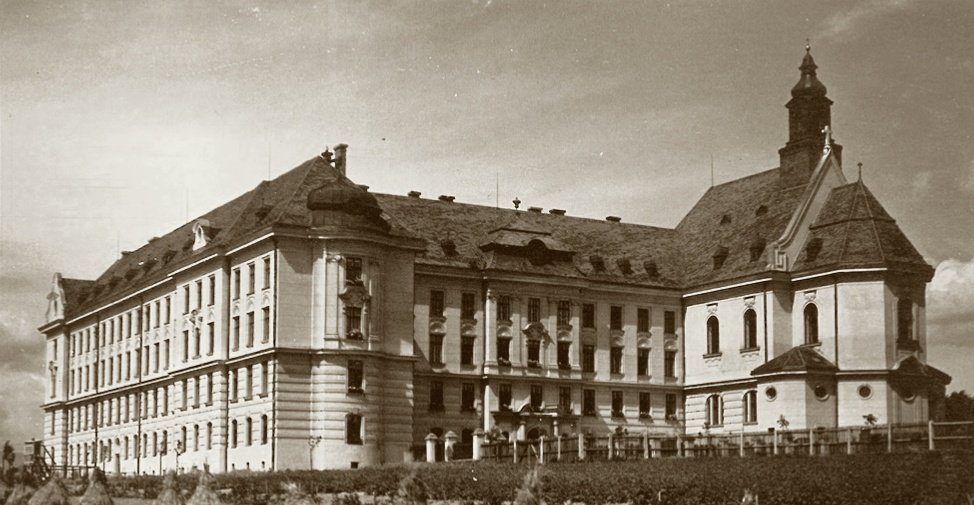
Arcibiskupský chlapecký seminář v Bruntále (1919–1939)
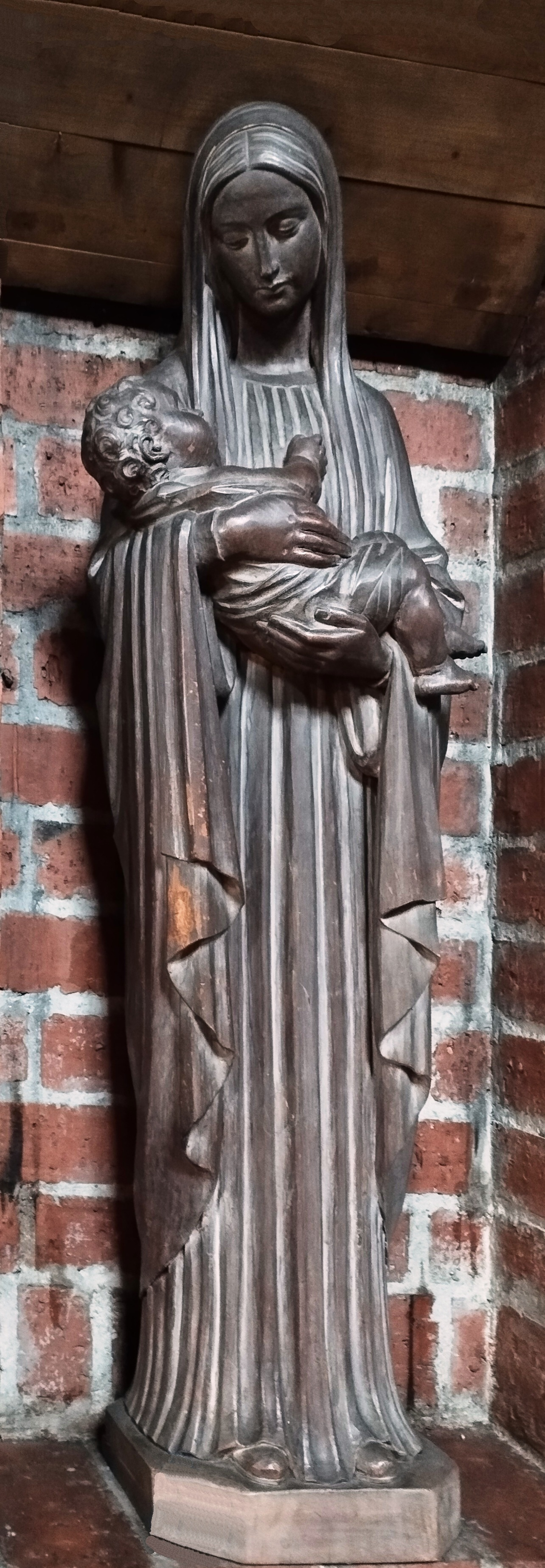
Socha Naší milé Paní z Dachau
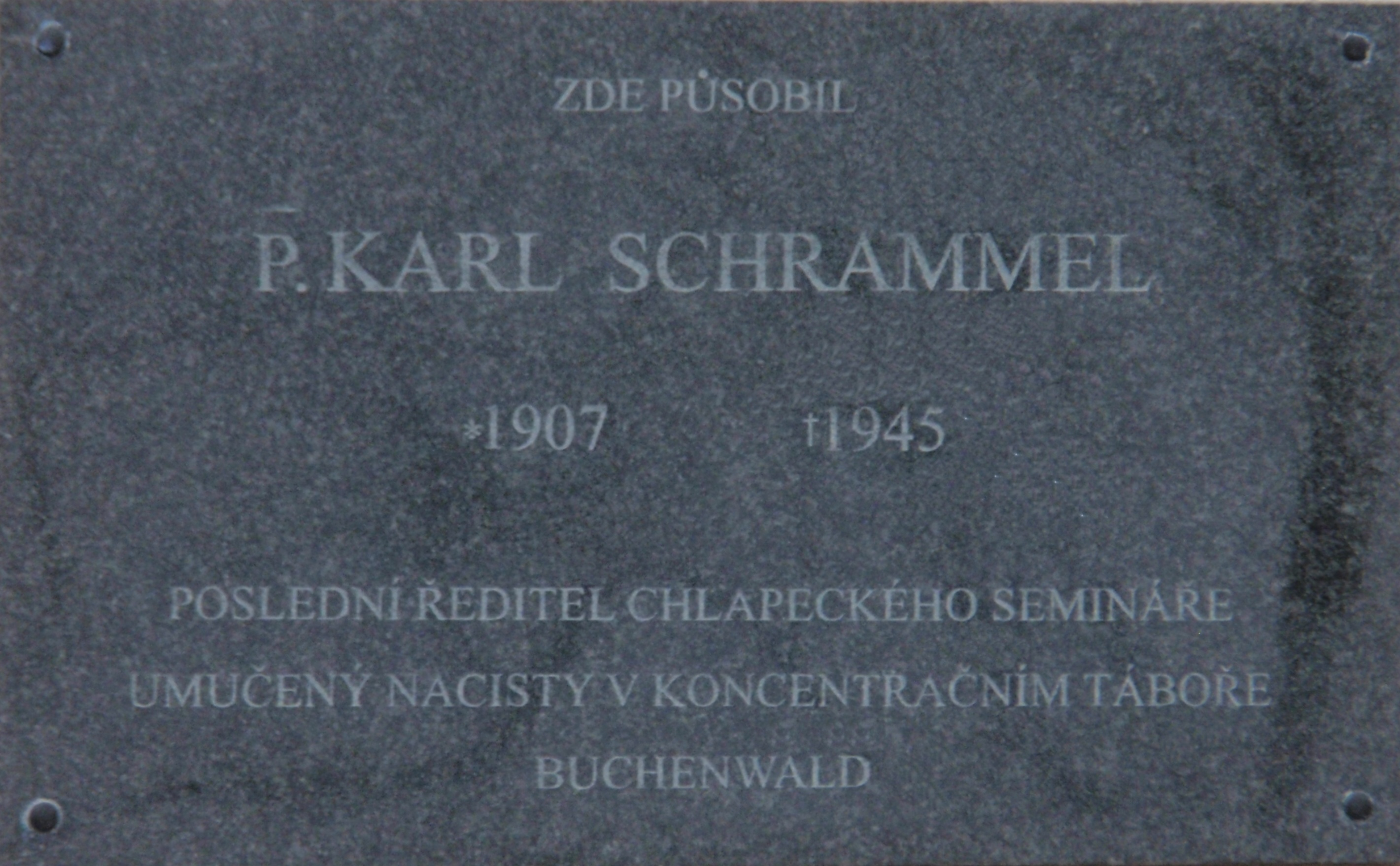
Pamětní deska na budově Petrina v Bruntále